# Русанова Олександра Лук'янівна
Олександра Лук'янівна Русанова (1930, тепер Російська Федерація — ?) — українська радянська діячка, голова колгоспу «Мир» Токмацького району Запорізької області. Депутат Верховної Ради УРСР 9-го скликання.

## Біографія
Освіта середня спеціальна.
У 1952 — 1953 р. — агроном колгоспу «Ленинский путь» Смоленської області РРФСР.
З 1953 р. — агроном, плановик, головний агроном, секретар партійної організації, заступник голови колгоспу «Мир» Токмацького району Запорізької області.
Член КПРС з 1959 року.
З 1972 р. — голова колгоспу «Мир» села Виноградне Токмацького району Запорізької області.

## Нагороди
- орден Леніна
- орден Трудового Червоного Прапора
- орден Жовтневої Революції
- медалі